# Хотово
Хотово је насељено место у општини Сандански у области Благоевград, Бугарска. Према попису из 2021. године било је 80 становника.
Према бугарском географу и историчару, Василу Канчову, у Хотову је 1900. године живело 270 Словена хришћана..